# Kurt Lehmann (Fußballspieler, 1921)
Kurt Lehmann (* 18. August 1921; † 1996) war ein deutscher Fußballspieler, der in den 1950er Jahren mit der BSG Einheit Ost Leipzig in der DDR-Oberliga, der höchsten Spielklasse im DDR-Fußball, aktiv war.

## Sportliche Laufbahn
Als 1950/51 die neu gegründete zweitklassige Liga des Deutschen Sportausschusses, die später als DDR-Liga bezeichnet wurde, in ihre ersten Saison ging, war auch die Betriebssportgemeinschaft (BSG) Einheit Ost Leipzig mit am Start. Zu ihrem Fußballkader gehörte der 19-jährige Kurt Lehmann. In den 18 Ligaspielen wurde er 11-mal eingesetzt und kam zu vier Torerfolgen. Von den 22 Spielen der Ligasaison 1951/52 bestritt er 15 Partien und kam erneut zu vier Toren. Als die BSG Einheit Ost 1953 in die DDR-Oberliga aufstieg, war Lehmann lediglich mit zwölf von 24 Punktspielen beteiligt und war ohne Torerfolg geblieben. Für die Oberligasaison 1953/54 war Lehmann als Mittelfeldspieler nominiert worden. Als solcher absolvierte er auch die ersten acht Spiele, musste danach aber bei sieben Punktspielen pausieren. Erst vom 16. Oberligaspiel an wurde er wieder eingesetzt, kam bis zum Saisonende auf 21 Einsätze, blieb aber torlos. In der Oberligaspielzeit 1954/55 bestritt er die  ersten sieben Punktspiele. Im November 1954 wurde die Fußballsektion der BSG Einheit Ost vom neu gegründeten Sportclub Rotation Leipzig übernommen. Mehrere BSG-Spieler machten den Wechsel nicht mit, unter ihnen war auch Kurt Lehmann. Mit zwei weiteren Mannschaftskameraden schloss er sich dem DDR-Ligisten BSG Rotation Nordost Leipzig an. Dieser hatte bis zum Saisonende noch 18 Ligaspiele auszutragen, davon bestritt Lehmann zwölf Begegnungen, in denen er zwei Tore erzielen konnte. Anschließend stieg Rotation NO in die neue drittklassige II. DDR-Liga ab, und damit war Lehmanns Laufbahn im höherklassigen Fußballspielbetrieb beendet. Dort hatte er innerhalb von fünf Spielzeiten 28 Oberligaspiele (ein Tor) und 50 DDR-Liga-Spiele (zehn Tore) absolviert.